# 杉野要吉
杉野 要吉（すぎの ようきち、1932年11月 - 2024年3月5日）は、日本の近代文学研究者、早稲田大学名誉教授。日本社会文学会代表理事（1997-1998）。

## 経歴
1932年、北海道美唄市に生まれる。北海道美唄工業高等学校機械科に進むが、2年時の国語の教員に影響を受けて国語の教員を目指す。1953年、早稲田大学教育学部国語国文学科に入学。指導教員は川副國基で、卒業論文は「堀辰雄論」だった。1957年、同大学を卒業後、北海道美唄東高等学校教諭となる。1958年、東京大学新聞五月祭賞の評論部門で佳作入選。1961年、北海道小樽緑陵高等学校教諭、札幌市立旭丘高等学校教諭を経て、1967年、関東学院女子短期大学専任講師。1969年、同短期大学助教授、第1回窪田空穂賞受賞。1975年、同短期大学教授。1979年、早稲田大学教育学部助教授、1981年、同教授。2003年、定年退職、名誉教授となる。2024年3月5日、老衰のため死去。91歳没。
1979年刊行の『中野重治の研究　戦前・戦中編』をはじめ、平野謙に関する研究や、日中戦争下の大陸における文学の在り方の研究を行った。

## 編著書
- 『中野重治の研究　戦前・戦中篇』笠間書院 1979年6月 全国書誌番号:79023354、NCID BN00247428。
- 『「昭和」文学史における「満洲」の問題』〔叢刊<文学史>研究1〕（編）1992年7月　早稲田大学教育学部杉野要吉研究室　ISBN 491589701X
- 『「昭和」文学史における「満洲」の問題 第2』〔叢刊<文学史>研究2〕（編）1994年5月　早稲田大学教育学部杉野要吉研究室　ISBN 4915897028
- 『「昭和」文学史における「満洲」の問題 第3』〔叢刊<文学史>研究3〕（編）1996年9月　早稲田大学教育学部杉野要吉研究室　ISBN 4915897036
- 『ある批評家の肖像　平野謙の〈戦中・戦後〉』勉誠出版 2003年2月 ISBN 4585031006
- 『わが「文学史」講義　近代・人間・自然』武蔵野書院 2003年9月 ISBN 4838604076

- 『中野重治 国旗／わが文学的自伝　作家の自伝67』（杉野要吉 編） 日本図書センター、1998年4月。ISBN 4820595113
- 『交争する中国文学と日本文学:淪陥下北京1937-45』（編著）、三元社、2000年6月。ISBN 4883030679